# Frederico Gil
Frederico Gil (Lissabon, 24 maart 1985) is een Portugees tennisser. Hij is prof sinds 2003 en haalde in 2008 voor het eerst de top 100. Zijn hoogste plaats op de ATP-ranglijst is de 62e, die hij behaalde op 25 maart 2011. Hij is daarmee de hoogst geplaatste mannelijke Portugese tennisser ooit.
Gil won nog geen ATP-enkeltoernooi, maar wel een ATP-dubbelspeltoernooi en heeft in het enkelspel ook zes challengers en vijf futurestoernooien gewonnen. Zijn beste resultaat op een ATP-toernooi is de finale van het ATP-toernooi van Estoril in 2010. Zijn beste resultaat in het enkelspel op een grandslamtoernooi is de derde ronde.

## Carrière

### Jaarverslagen

#### 2003 - 2010
Gil werd proftennisser in 2003. In 2005 won hij zijn eerste futurestoernooi en in 2006 zijn eerste challenger, in Sassuolo. Hij nam dat jaar ook voor het eerst deel aan een ATP-toernooi, in Estoril. Hij boekte er zijn eerste zege op ATP-niveau en haalde de kwartfinale. In 2007 won hij de challenger van Sevilla en in 2008 won hij voor een tweede maal die van Sassuolo. Hij won dat jaar ook de challenger van Istanbul. In 2008 maakte hij ook zijn grandslamdebuut door zich te kwalificeren voor Roland Garros. Ook op Wimbledon en de US open speelde hij, en in alle drie deze toernooien werd hij door Jérémy Chardy in de eerste ronde uitgeschakeld. Hij haalde in 2008 ook opnieuw de kwartfinale in Estoril. Gil dook dat jaar voor het eerst binnen in de top 100.
In 2009 bereikte hij voor het eerst de halve finale van een ATP-toernooi, in Johannesburg, en later ook in Costa do Sauípe. Hij plaatste zich ook voor het eerst voor een Masterstoernooi, in Miami, waar hij derde ronde haalde. In april haalde hij in Casablanca de kwartfinale. Op 25 mei bereikte hij de 66e plaats op de ATP-ranglijst, zijn hoogste notering tot nu toe. In de drie grandslamtoernooien waaraan hij deelnam (Roland Garros, Wimbledon en de US open) werd hij telkens in de eerste ronde uitgeschakeld. In oktober won hij zijn vijfde challenger, in Napels. Hij sloot het jaar voor het eerst af in de top honderd, op plaats 69.
In 2010 nam Gil voor het eerst deel aan de Australian Open. Het werd echter geen succes, daar hij zich bij 0-6, 0-6, 0-2 moest terugtrekken uit zijn eersterondepartij tegen David Ferrer. Op 9 mei speelde hij voor het eerst de finale van een ATP-toernooi, in Estoril, die hij verloor van Albert Montañés. In juni won hij de challenger van Milaan. Op Wimbledon en de US Open verloor hij in de eerste ronde. Daarna behaalde hij geen echt grote successen meer. Gil sloot het jaar net buiten de top 100 af, op plaats 101.

#### 2011 - 2012
In 2011 won Gil voor het eerst een partij op een grandslamtoernooi. Op de Australian Open haalde hij de tweede ronde. In april haalde hij de kwartfinale op het Masterstoernooi van Monte Carlo. Op Roland Garros, Wimbledon en de US Open verloor hij in de eerste ronde. Zijn beste resultaat van de tweede helft van het jaar was de halve finale op de challenger van Genua. Gil eindigde het jaar op plaats 102 van de ATP-ranglijst.
Gil haalde op de Australian Open van 2012 voor het eerst de derde ronde op een grandslamtoernooi. Begin februari won hij zijn eerste ATP-toernooi in het dubbelspel op het ATP-toernooi van Viña del Mar.

### Davis Cup
Gilr speelde voor het eerst voor het Portugese Davis Cupteam in 2004, in een duel tegen Tunesië in de eerste ronde van de tweede groep van de Europees-Afrikaanse Zone. Hij speelde in elk jaar van 2004 tot en met 2011 in de Davis Cup. In de periode 2004-2011 speelde Gil 25 enkelpartijen, waarvan hij er zestien won, en zeventien dubbelpartijen, waarvan hij er tien won.

## Palmares
| Legenda                       | Legenda               |
| ----------------------------- | --------------------- |
| Grand Slam                    |                       |
| Olympische Spelen             |                       |
| tot 2009                      | vanaf 2009            |
| Tennis Masters Cup            | ATP Finals            |
| ATP Masters Series            | ATP Tour Masters 1000 |
| ATP International Series Gold | ATP Tour 500          |
| ATP International Series      | ATP Tour 250          |

### Enkelspel
| Nr.                  | Datum             | Toernooi    | Ondergrond | Tegenstander in finale | Score            | Details       |
| -------------------- | ----------------- | ----------- | ---------- | ---------------------- | ---------------- | ------------- |
| Verloren finales     |                   |             |            |                        |                  |               |
| 1.                   | 3 mei 2010        | ATP Estoril | Gravel     | Albert Montañés        | 2-6, 7-6(4), 5-7 | Details       |
| Gewonnen challengers |                   |             |            |                        |                  |               |
| 1.                   | 5 juni 2006       | Sassuolo    | Gravel     | Gorka Fraile           | 6-3, 7-5         | 6-3, 7-5      |
| 2.                   | 10 september 2007 | Sevilla     | Gravel     | Pablo Andújar          | 6-1, 6-3         | 6-1, 6-3      |
| 3.                   | 2 juni 2008       | Sassuolo    | Gravel     | Santigao Ventura       | 6-2, 6-3         | 6-2, 6-3      |
| 4.                   | 11 augustus 2008  | Istanboel   | Gravel     | Benedikt Dorsch        | 6-4, 1-6, 6-3    | 6-4, 1-6, 6-3 |
| 5.                   | 28 september 2009 | Napels      | Gravel     | Potito Starace         | 2-6, 6-1, 6-4    | 2-6, 6-1, 6-4 |
| 6.                   | 14 juni 2010      | Milaan      | Gravel     | Máximo González        | 6-1, 7-5         | 6-1, 7-5      |

### Dubbelspel
| Nr.                              | Datum            | Toernooi              | Ondergrond | Partner              | Tegenstanders in finale               | Score             | Details |
| -------------------------------- | ---------------- | --------------------- | ---------- | -------------------- | ------------------------------------- | ----------------- | ------- |
| Gewonnen finales herendubbel     |                  |                       |            |                      |                                       |                   |         |
| 1.                               | 5 februari 2012  | ATP Santiago          | Gravel     | Daniel Gimeno Traver | Pablo Andújar Carlos Berlocq          | 1-6, 7-5, [12-10] | Details |
| Gewonnen challengers herendubbel |                  |                       |            |                      |                                       |                   |         |
| 1.                               | 12 mei 2008      | Marrakesh             | Gravel     | Florin Mergea        | James Auckland Jamie Delgado          | 6-2, 6-3          |         |
| 2.                               | 30 juni 2008     | Turijn                | Gravel     | Carlos Berlocq       | Tomáš Cibulec Jaroslav Levinský       | 6-4, 6-3          |         |
| 3.                               | 16 augustus 2009 | Istanboel             | Hardcourt  | Filip Prpic          | Grigor Dimitrov Marsel İlhan          | 3–6, 6–2, 10–6    |         |
| 4.                               | 4 oktober 2009   | Napels                | Gravel     | Ivan Dodig           | Thiago Alves Lukáš Rosol              | 6-1, 6-3          |         |
| 5.                               | 7 juni 2010      | Lugano                | Gravel     | Christophe Rochus    | Santiago González Travis Rettenmaier  | 7-5, 7-6(3)       |         |
| 6.                               | 28 juni 2010     | Turijn                | Gravel     | Carlos Berlocq       | Daniele Bracciali Potito Starace      | 6-3, 7-6(5)       |         |
| 7.                               | 24 oktober 2011  | São José do Rio Preto | Gravel     | Jaroslav Pospisil    | Franco Ferreiro Rubén Ramírez Hidalgo | 6-4, 6-4          |         |

## Prestatietabellen
| Legenda | Legenda                          |
| ------- | -------------------------------- |
| g.t.    | geen toernooi gehouden           |
| l.c.    | lagere categorie                 |
| –       | niet deelgenomen                 |
| G       | uitgeschakeld in de groepsfase   |
| 1R      | uitgeschakeld in de eerste ronde |
| 2R      | uitgeschakeld in de tweede ronde |
| 3R      | uitgeschakeld in de derde ronde  |
| 4R      | uitgeschakeld in de vierde ronde |
| KF      | uitgeschakeld in de kwartfinale  |
| HF      | uitgeschakeld in de halve finale |
| F       | de finale verloren               |
| W       | het toernooi gewonnen            |
| w-v     | winst/verlies-balans             |

### Prestatietabel enkelspel
Deze gegevens zijn bijgewerkt tot en met 6 februari 2012.
| Grandslamtoernooien   |                   |                   |                   |                   |                   |       |       |       |       |        |
| Australian Open       | –                 | –                 | –                 | –                 | –                 | –     | 1R    | 2R    | 3R    | 3-3    |
| Roland Garros         | –                 | –                 | –                 | –                 | 1R                | 1R    | –     | 1R    | –     | 0-3    |
| Wimbledon             | –                 | –                 | –                 | –                 | 1R                | 1R    | 1R    | 1R    | –     | 0-4    |
| US Open               | –                 | –                 | –                 | –                 | 1R                | 1R    | 1R    | 1R    | –     | 0-4    |
| Winst-verlies         | 0-0               | 0-0               | 0-0               | 0-0               | 0-3               | 0-3   | 0-3   | 1-4   | 2-1   | 3-14   |
| ATP World Tour Finals |                   |                   |                   |                   |                   |       |       |       |       |        |
| ATP World Tour Finals | –                 | –                 | –                 | –                 | –                 | –     | –     | –     | –     | 0-0    |
| ATP Masters 1000      |                   |                   |                   |                   |                   |       |       |       |       |        |
| Indian Wells          | –                 | –                 | –                 | –                 | –                 | –     | 1R    | –     | 2R    | 0-1    |
| Miami                 | –                 | –                 | –                 | –                 | –                 | 3R    | –     | 2R    | 1R    | 3-2    |
| Monte Carlo           | –                 | –                 | –                 | –                 | –                 | –     | –     | KF    | 2R    | 3-1    |
| Rome                  | –                 | –                 | –                 | –                 | –                 | –     | –     | –     | –     | 0-0    |
| Hamburg               | –                 | –                 | –                 | –                 | –                 | l.c.  | l.c.  | l.c.  | l.c.  | 0-0    |
| Madrid                | –                 | –                 | –                 | –                 | –                 | –     | –     | –     | –     | 0-0    |
| Montréal/Toronto      | –                 | –                 | –                 | –                 | –                 | –     | –     | –     | –     | 0-0    |
| Cincinnati            | –                 | –                 | –                 | –                 | –                 | –     | –     | –     | –     | 0-0    |
| Shanghai              | geen Masters 1000 | geen Masters 1000 | geen Masters 1000 | geen Masters 1000 | geen Masters 1000 | –     | –     | –     | –     | 0-0    |
| Parijs                | –                 | –                 | –                 | –                 | –                 | –     | –     | –     | –     | 0-0    |
| Statistieken          |                   |                   |                   |                   |                   |       |       |       |       |        |
| Totaal aantal titels  | 0                 | 0                 | 0                 | 0                 | 0                 | 0     | 0     | 0     | 0     | 0      |
| Totaal winst-verlies  | 1-0               | 3-1               | 4-2               | 1-5               | 3-4               | 18-18 | 12-13 | 11-18 | 11-13 | 64-74  |
| Eindejaarsranking     | 632               | 272               | 155               | 143               | 111               | 69    | 101   | 102   | 134   | n.v.t. |

N.B. "l.c." = lagere categorie

### Prestatietabel dubbelspel (grand slam)
| Grandslamtoernooien   |     |     |     |     |     |        |
| Australian Open       | –   | –   | 1R  | –   | 1R  | 0-2    |
| Roland Garros         | –   | –   | –   | 1R  | –   | 0-1    |
| Wimbledon             | 2R  | 1R  | –   | 1R  | –   | 1-3    |
| US Open               | –   | –   | 1R  | –   | –   | 0-1    |
| Winst-verlies         | 1-1 | 0-1 | 0-2 | 0-2 | 0-1 | 1-7    |
| ATP World Tour Finals |     |     |     |     |     |        |
| ATP World Tour Finals | –   | –   | –   | –   | –   | 0-0    |
| Statistieken          |     |     |     |     |     |        |
| Totaal aantal titels  | 0   | 0   | 0   | 0   | 1   | 1      |
| Eindejaarsranking     | 117 | 228 | 135 | 244 | 161 | n.v.t. |